# Shanidar
Koordinaten: 36° 48′ 9,7″ N, 44° 13′ 51,5″ O

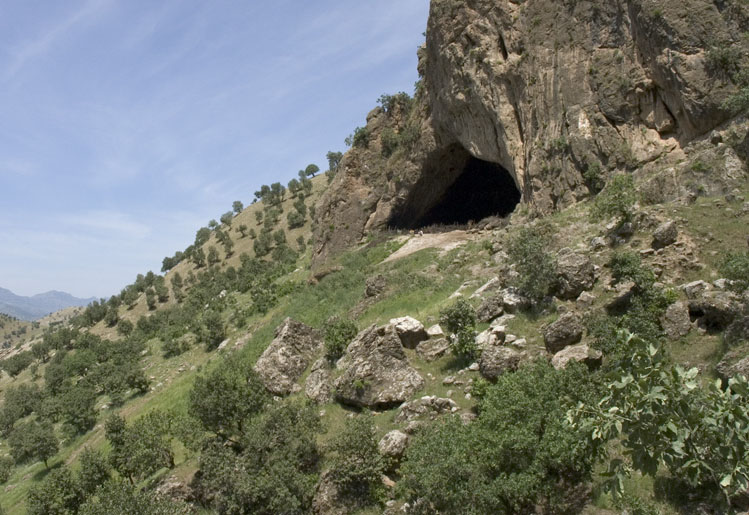
Ansicht der Höhle von Shanidar

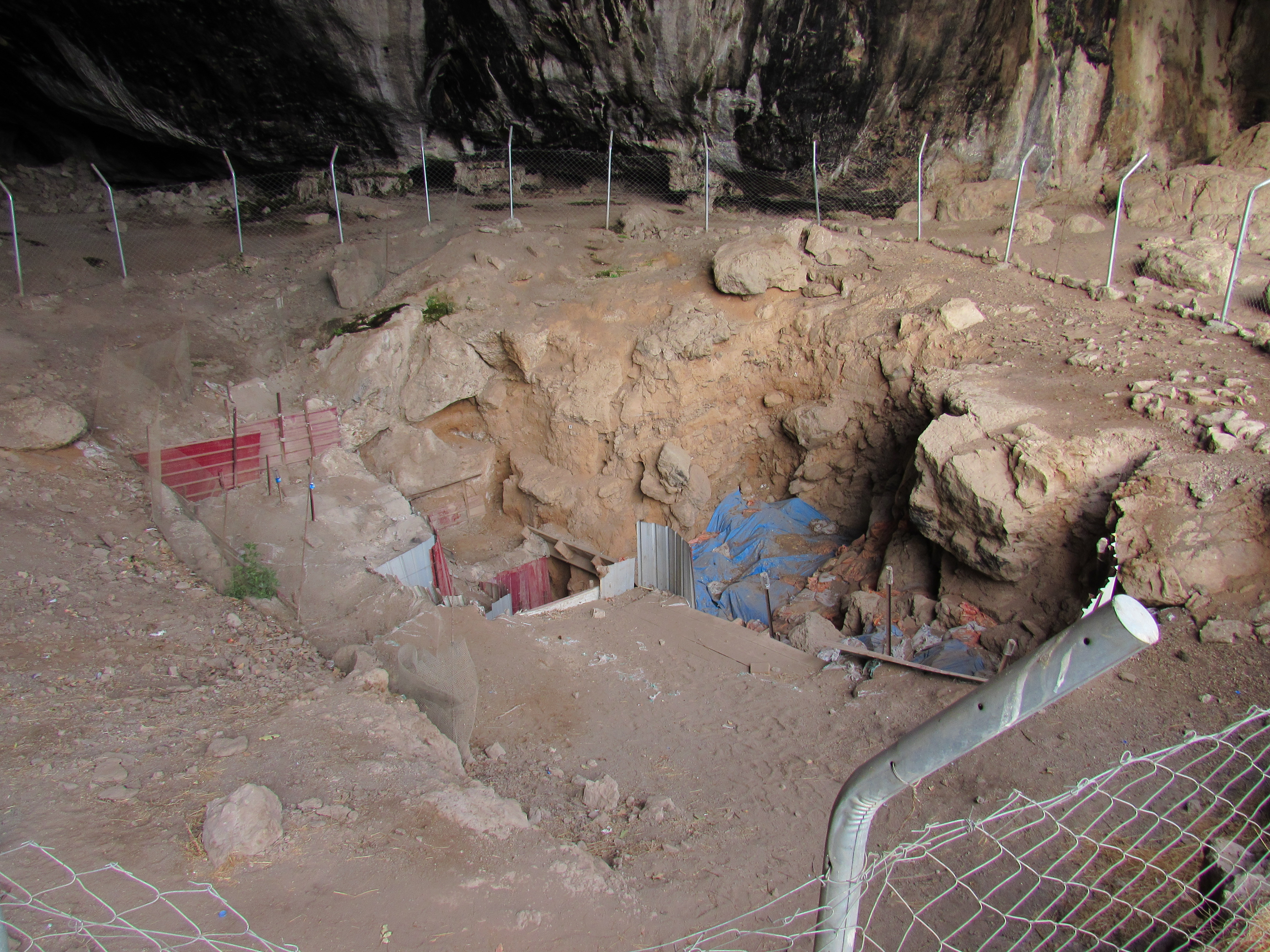
Ausgrabung in der Höhle (2020)

Shanidar oder Schanidar ist eine Höhle im Norden des Iraks in der Provinz Erbil der autonomen Region Kurdistan. Sie liegt in 745 m Höhe am Großen Zab in den Ausläufern des Zagrosgebirges. Die Höhle wurde bis zum Beginn archäologischer Ausgrabungen in den 1950er Jahren im Winter von nomadisierenden kurdischen Stämmen bewohnt. Internationale Bekanntheit erlangte die Höhle, als dort Überreste von Neandertalern gefunden wurden.

## Funde

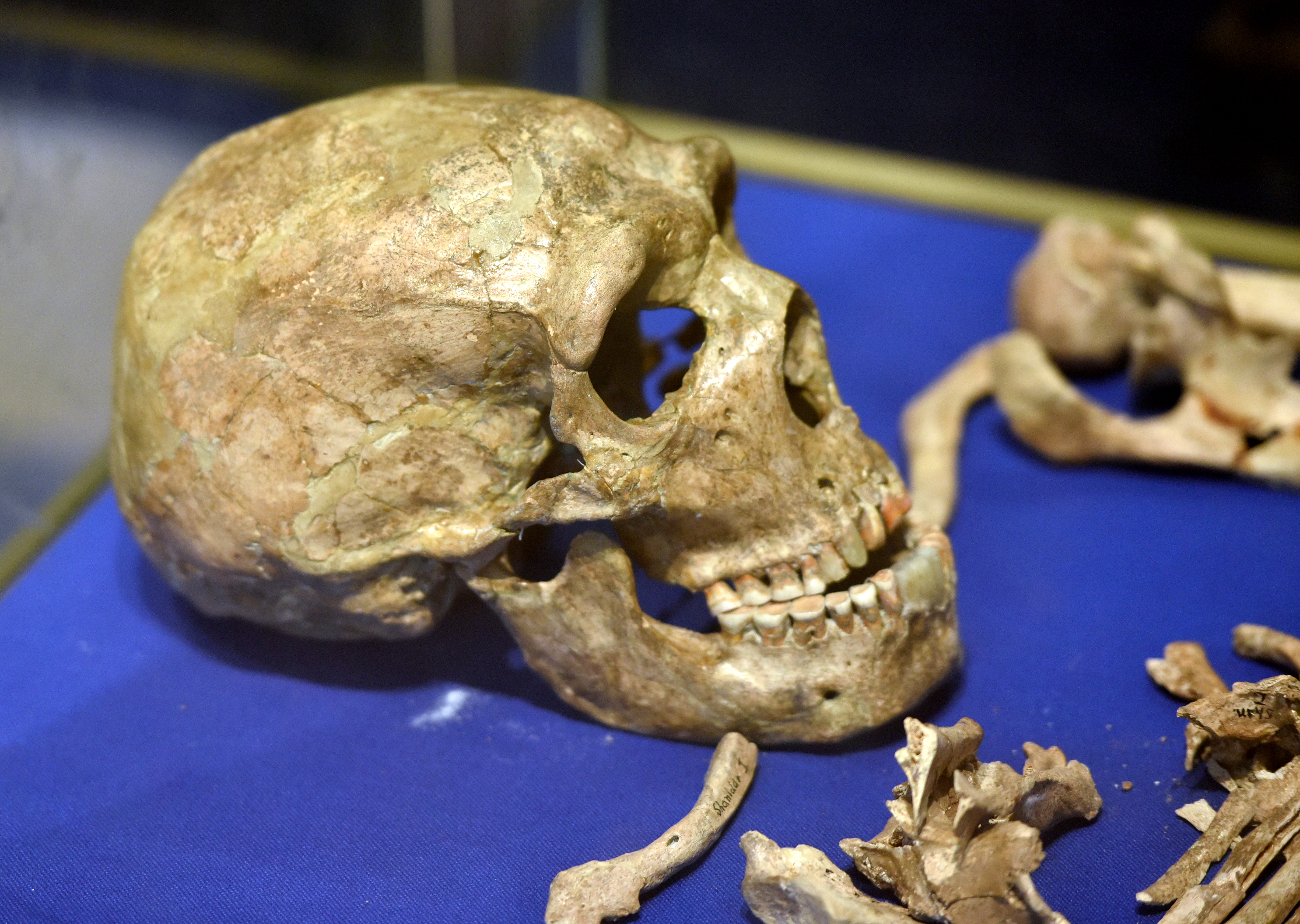
Shanidar 1

In der Höhle wurden zwischen 1953 und 1960 unter Leitung des amerikanischen Prähistorikers Ralph Solecki (Columbia University, New York) Ausgrabungen durchgeführt. Die Schichtenfolge reicht von der Neuzeit bis ins Mittelpaläolithikum zurück.
| Schicht | Kultur           | Datierung     |
| ------- | ---------------- | ------------- |
| B1      | Altneolithikum   |               |
| B1      | Epipaläolithikum | 10.600±300    |
| C       | Baradostien      | 33.000–27.000 |
| D       | Moustérien       |               |

In Schicht D wurden insgesamt neun Neandertaler ausgegraben (Shanidar 1 bis 9). Ihr Alter wird mit 45.000 bis 50.000 Jahren angegeben. Die Überreste von drei jungen männlichen Neandertalern waren besonders gut erhalten. Sie gehören zu den wenigen Fossilfunden östlich des Mittelmeerraumes und sind die einzigen menschlichen Reste in Fundschichten des Zagros-Moustériens. In jüngerer Zeit stellte sich heraus, dass das Verbreitungsgebiet der Neandertaler im Osten bis Südsibirien (Okladnikow-Höhle) reichte.
| Nr | Quadrat | Tiefe | Jahr      | Beschreibung     | Haltung        | Erhaltung               | Datierung           |
| -- | ------- | ----- | --------- | ---------------- | -------------- | ----------------------- | ------------------- |
| 1  | B7      | 4,34  | 1957      | erwachsener Mann | Strecker       | fast kompletter Schädel | ca. 45.000 – 50.000 |
| 2  | D8      | 7,25  | 1957–1960 | erwachsener Mann | ?              | —                       | 60.000?             |
| 3  | A9      | 5,40  | 1957      | erwachsener Mann | —              | fast komplettes Skelett | ca. 45.000 – 50.000 |
| 4  | B7      | 7,49  | 1960      | erwachsener Mann | rechter Hocker | —                       | älter als 45.000    |
| 5  | B8      | 4,48  | 1960      | erwachsen        | ?              | —                       | älter als 45.000    |
| 6  | B7      | 7,68  | 1960      | erwachsene Frau  | ?              | —                       | 60.000?             |

Tabelle gemäß Steward 1977, Tafel 1
Verwahrort der Funde ist – mit einer Ausnahme – das Irakische Nationalmuseum in Bagdad. Das Fossil Shanidar 3 wurde dem National Museum of Natural History der Smithsonian Institution in Washington, D.C. übergeben. Der Fund Shanidar 3 ist insbesondere im Zusammenhang mit der Anatomie des Neandertaler-Brustkorbs von Bedeutung, da seine Rippen gut erhalten sind in einer Rekonstruktion belegt wurde, dass die Brusthöhle durch eine vom anatomisch modernen Menschen abweichende Biegung der Rippen größer war als bei Homo sapiens und der Rumpf dadurch kompakter, stämmiger – „fassförmiger“ – war als der Rumpf von Homo sapiens.
Erik Trinkaus nimmt an, dass die Schädel der Individuen 1 und 5 künstlich deformiert wurden und dass Individuum 1 trotz Einschränkungen seines Hörvermögens und weiterer, schwerer körperlicher Einschränkungen dank seiner Gruppe in dieser überlebte. Der rechte Arm von Individuum 1 war verkümmert, was zeitweise als mögliche Folge einer Amputation interpretiert wurde; diese Interpretation gilt heute jedoch als wenig überzeugend.
Schicht B1 wurde auf 10600±300 BP datiert (W-667). Auf der Niederterrasse des Großen Zab, vor dem Ortseingang zum gleichnamigen Dorf Shanidar, liegt die protoneolithische Siedlung von Zawi Chemi.

## Vermeintliches Blumenbegräbnis
In Grab IV wurde eine ungewöhnlich hohe Konzentration von Blütenpollen nachgewiesen, was 1975 von Ralph Solecki als Überreste von Blumen interpretiert wurde, die als Grabschmuck der Leiche gedient hatten; gelegentlich wurde dies zudem als Beleg „für Schamanismus und ritualisierte Bestattungen“ interpretiert. Bereits 1999 wurde gegen das vermutete „Blumenbegräbnis“ eingewandt, die Blüten könnten von den dort häufig vorkommenden Persischen Rennmäusen (Meriones persicus) in die Höhle verschleppt und in den Bestattungshorizont eingegraben worden sein. 2023 wurde schließlich berichtet, dass in den aus Grab IV geborgenen Pollenklumpen die Pollen unterschiedlicher Pflanzenarten enthalten sind und dass diese Pollen von Arten stammen, die zu ganz unterschiedlichen Zeiten im Jahr blühen. Diesen Befunden zufolge wurden also keine Blumen in der Höhle abgelegt, sondern Pollen von Solitärbienen in Bodennester geschleppt. Hinweise auf solche Nester haben sich in Sedimenten aus der Neandertalerzeit erhalten.

## Wiederaufnahme der Grabungen
Seit April 2014 wird Shanidar im Rahmen des Projektes „How resilient were Neanderthals and Modern Humans in SW Asia to climate change? Reinvestigating Shanidar Cave“ unter Graeme Barker (Universität Cambridge, Mc Donalds Institut für Archäologie) und Tim Reynolds wieder ausgegraben. Das Projekt kombiniert die Grabung in der Shanidar-Höhle mit einer Untersuchung der paläolithischen Besiedelung der Region. Bis 2019 wurden die Überreste von drei weiteren Neandertalern entdeckt. Das Alter des jüngsten Fundes wird mit 37.000 Jahren angegeben.
2020 wurde ein als „Shanidar Z“ bezeichneter Neandertaler in einer Fachzeitschrift vorgestellt, von dem die Forscher aufgrund stratigrafischer Merkmale annehmen, dass er absichtsvoll in der Höhle abgelegt – bestattet – wurde: „Die linke Hand hatte der Neandertaler unter seinen Kopf gelegt, wie ein Kopfkissen, die rechte war zur Faust geballt.“ Für eine Bestattung spreche zudem, dass man den Körper in einem durch Wasser geformten Kanal am Boden der Höhle, der dann gezielt vertieft wurde, entdeckt habe.
2022 wurden Reste von erhitzten Pflanzen beschrieben, die als Beleg für das Herstellen von Mahlzeiten interpretiert wurden.

## Belege
1. ↑  Daten zur Höhle im Zagros.
2. ↑  Ralph S. Solecki: Contemporary Kurdish Winter-Time Inhabitants of Shanidar Cave, Iraq. In: World Archaeology. 10/3 (Caves) 1979, S. 318–330.
3. ↑  R. S. Solecki: Prehistory in Shanidar Valley, Northern Iraq: fresh insights into near Eastern Prehistory from the Middle Paleolithic to the Proto-Neolithic are obtained. In: Science. Band 139, Nr. 3551, 1963, S. 179–193, doi:10.1126/science.139.3551.179.
4. ↑  Ralph S. Solecki: Shanidar. The First Flower People. Verlag A. Knopf, New York 1971.
5. ↑  Matthew R. Goodrum: Ralph Solecki (1917–2019). In: Biographical Dictionary of the History of Paleoanthropology. The University Library at Virginia Tech with Virginia Tech Publishing, 2022, S. 6, Volltext.
6. ↑  Robert G. Franciscus und Steven E. Churchill: The costal skeleton of Shanidar 3 and a reappraisal of Neandertal thoracic morphology. In: Journal of Human Evolution. Band 42, Nr. 3, 2002, S. 303–356, doi:10.1006/jhev.2001.0528.
7. ↑  José M. López-Rey, Daniel García-Martínez und Markus Bastir: Shanidar 3 ‘rings the bell’: Virtual ribcage reconstruction and its implications for understanding the Neanderthal bauplan. In: Journal of Human Evolution. Band 199, 2025, 103629, doi:10.1016/j.jhevol.2024.103629.
8. ↑  Erik Trinkaus: Artificial Cranial Deformation in the Shanidar 1 and 5 Neandertals. In: Current Anthropology. Band 23, Nr. 2, 1982, S. 198–199, doi:10.1086/202808.
9. ↑  Erik Trinkaus, Sébastien Villotte: External auditory exostoses and hearing loss in the Shanidar 1 Neandertal. In: PLoS ONE. Band 12, Nr. 10, 2017, e0186684, doi:10.1371/journal.pone.0186684.
10. ↑  Tim Ryan Maloney et al.: Surgical amputation of a limb 31,000 years ago in Borneo. In: Nature. Band 609, 2022, S. 547–551, doi:10.1038/s41586-022-05160-8.
11. ↑  Ralph S. Solecki, Meyer Rubin: Dating of Zawi Chemi, an Early Village Site at Shanidar, Northern Iraq. In: Science. Band 127, Nr. 3312, 1958, S. 1446, doi:10.1126/science.127.3312.1446.a.
12. ↑  Ralph S. Solecki: Shanidar IV, a Neanderthal Flower Burial in Northern Iraq. In: Science. Band 190, Nr. 4217, 1975, S. 880–881, doi:10.1126/science.190.4217.880.
13. ↑  Robert Adler: One of the family? In: New Scientist. Nr. 2789, 4. Dezember 2010, S. 35.
14. ↑  Jeffrey D. Sommer: The Shanidar IV ‚Flower Burial‘: a Reevaluation of Neanderthal Burial Ritual. In: Cambridge Archaeological Journal. Band 9, Nr. 1, 1999, S. 127–129, doi:10.1017/S0959774300015249.
15. ↑  Chris Hunt, Emma Pomeroy, Tim Reynolds, Emily Tilby, Graeme Barker: Shanidar et ses fleurs? Reflections on the palynology of the Neanderthal ‘Flower Burial’ hypothesis. In: Journal of Archaeological Science. 2023, Band 159, S. 105822, doi:10.1016/j.jas.2023.105822.
 Das „Blumengrab“ von Shanidar war wohl doch keins. Auf: spektrum.de vom 29. August 2023.
16. ↑  Weiterer Neandertaler in Shanidar-Höhle gefunden. Team um Graeme Barker untersucht Aussterben der Menschenart. (Memento vom 16. April 2015 im Internet Archive)
 More Neanderthal remains found in Kurdistan’s Shanidar cave. Auf: rudaw.net vom 15. April 2015; zuletzt abgerufen am 6. April 2022.
17. ↑  New remains discovered at site of famous Neanderthal ‘flower burial’. Auf: sciencemag.org vom 22. Januar 2019, doi:10.1126/science.aaw7586.
18. ↑  Emma Pomeroy et al.: New Neanderthal remains associated with the ‘flower burial’ at Shanidar Cave. In: Antiquity. Band 94, Nr. 373, 2020, S. 11–26, doi:10.15184/aqy.2019.207.
 Forscher graben mehr als 70.000 Jahre altes Neandertaler-Skelett aus. Auf: spiegel.de vom 18. Februar 2020.
19. ↑  Ceren Kabukcu et al.: Cooking in caves: Palaeolithic carbonised plant food remains from Franchthi and Shanidar. In: Antiquity. Band 97, Nr. 391, 2023, S. 12–28, doi:10.15184/aqy.2022.143.
 Oldest cooked leftovers ever found suggest Neanderthals were foodies. Auf: theguardian.com vom 23. November 2022.